# Гідаспов Борис Веніамінович
Борис Веніамінович Гідаспов (16 квітня 1933, місто Самара, тепер Самарської області, Російська Федерація — 15 серпня 2007, місто Москва, Російська Федерація) — радянський державний діяч, вчений-хімік, секретар ЦК КПРС, 1-й секретар Ленінградського обласного комітету КПРС. Член ЦК КПРС у 1990—1991 роках. Член Російського бюро ЦК КПРС з 9 грудня 1989 по 19 червня 1990 року. Народний депутат СРСР у 1989—1991 роках. Доктор хімічних наук (1966), професор (1967). Член-кореспондент Академії наук СРСР (Російської академії наук) (1981).

## Життєпис
Народився в родині службовців. Батько працював у філії державного банку СРСР, мати — в прокуратурі.
У 1955 році закінчив Куйбишевський індустріальний інститут імені В. В. Куйбишева за спеціальністю «вибухові речовини, боєприпаси».
У 1955—1959 роках — асистент Куйбишевського індустріального інституту імені В. В. Куйбишева.
У 1959—1962 роках — аспірант Ленінградського технологічного інституту імені Ленради.
Член КПРС з 1962 року.
У 1962—1965 роках — старший інженер проблемної лабораторії, молодший науковий співробітник, асистент, старший викладач, в.о. доцента, доцент Ленінградського технологічного інституту імені Ленради. У 1965—1977 роках — декан факультету, професор (з 1967), завідувач кафедри хімії та технології органічних сполук азоту (з 1969) Ленінградського технологічного інституту імені Ленради.
Однночасно, в 1971—1977 роках — головний конструктор спеціального конструкторсько-технологічного бюро «Технолог» у Ленінграді.
У 1977—1985 роках — директор Державного інституту прикладної хімії Міністерства хімічної промисловості СРСР. У 1985—1989 роках — генеральний директор науково-виробничого об'єднання «Державний інститут прикладної хімії» в Ленінграді. У 1988—1989 роках — голова правління міжгалузевого державного об'єднання «Технохім» у Ленінграді.
Одночасно, з 1981 року — головний редактор «Журналу загальної хімії». У 1986 році брав участь у ліквідації аварії на Чорнобильській АЕС.
12 липня 1989 — 29 серпня 1991 року — 1-й секретар Ленінградського обласного комітету КПРС. 21 листопада 1989 — 25 квітня 1990 року — 1-й секретар Ленінградського міського комітету КПРС.
Одночасно, 13 липня 1990 — 29 серпня 1991 року — секретар ЦК КПРС.
У 1992—1994 роках — науковий консультант та експерт Міжгалузевого державного об'єднання «Технохім» у місті Санкт-Петербурзі. У 1994—1996 роках — генеральний директор акціонерного товариства «Технохім-холдинг»; генеральний директор федерального державного унітарного підприємства «Російський науковий центр «Прикладна хімія»».
Наприкінці 1990-х років очолив фінансово-промислову групу «Інтерхімпром» у Москві. Автор понад 450 наукових праць та 370 винаходів.
Помер 15 серпня 2007 року в Москві. Похований на батьківщині дружини Зінаїди Іванівни Кузнєцової, в селі Пусторадиці Кадуйського району Вологодської області.

## Нагороди і звання
- орден Леніна (6.05.1983)
- орден Жовтневої Революції (20.07.1971)
- орден Трудового Червоного Прапора(24.12.1986)
- медалі
- Ленінська премія (1976)
- Державна премія СРСР (1981)
- знак «Заслужений випробувач космічної техніки»